# Якоб Ріїс

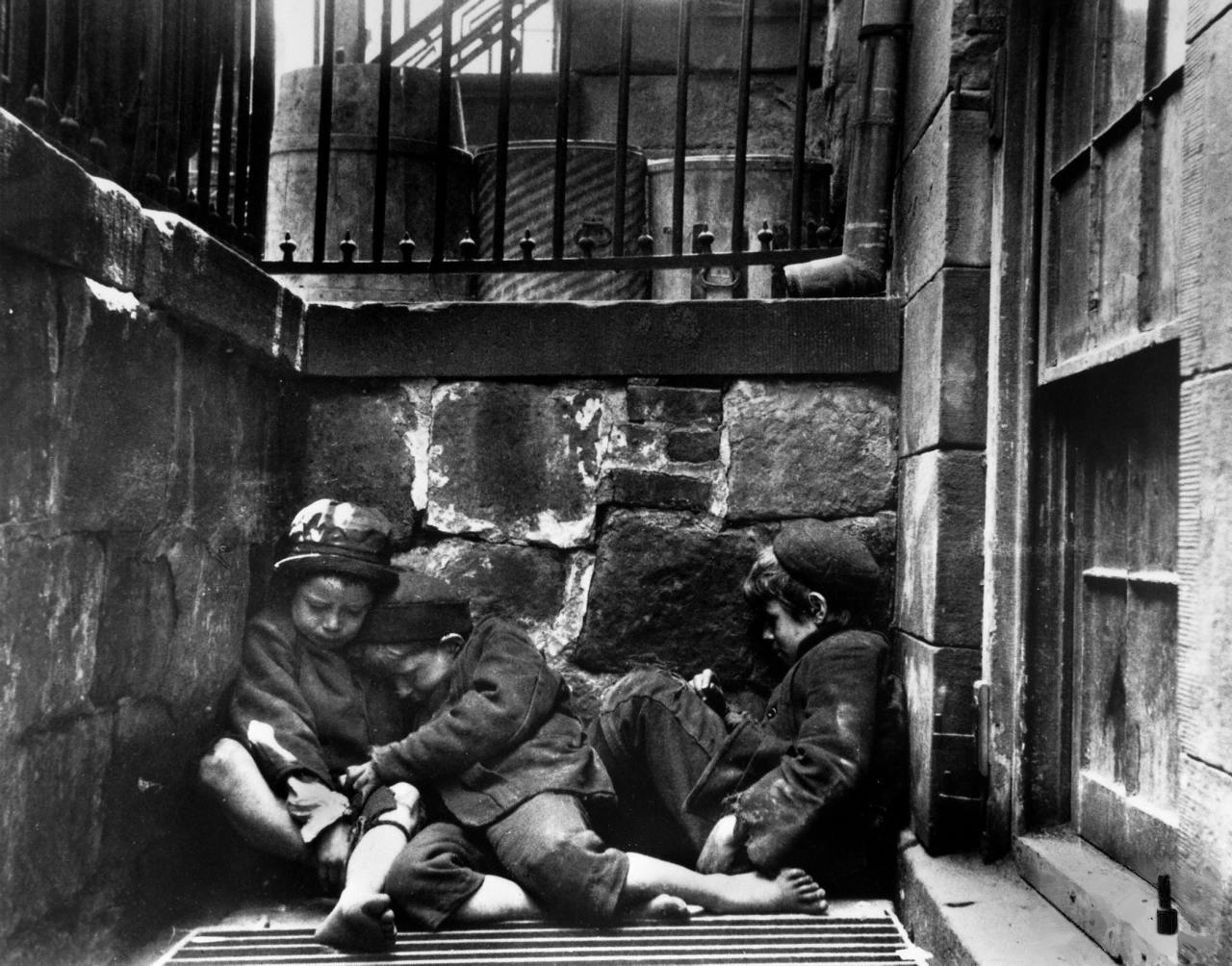
Діти, які сплять на вулиці Малберрі. 1890 рік

Якоб Август Ріїс (англ. Jacob August Riis; 3 травня 1849 — 26 травня 1914) — дансько-американський фотограф, один із засновників документальної фотографії. Відомий як борець із соціальною нерівністю, старався зобразити у своїх роботах життя «низів» Нью-Йорка. Також його вважають одним із піонерів фотографії, оскільки Якоб був першим фотожурналістом, який почав використовувати спалах.

## Роботи
- How the Other Half Lives (1891)
- The Children of the Poor (1892; нове видання, 1902)
- Out of Mulberry street (1896), a collection of fiction
- A Ten Years' War (1900)
- The Making of an American (1901; нове видання, 1913), його автобіографія
- The Battle with the Slum (1902)
- Children of the Tenements (1902)
- The Peril and the Preservation of the Home (1903)
- Theodore Roosevelt, the Citizen (1904)
- The Old Town (его место рождения) (1909)
- Hero Tales of the Far North (1910)
- The Plan (1912)
- Neighbors: Life Stories of the Other Half (1914)

## Пам'ятники
- У районі Рокевей (Квінс, Нью-Йорк) є парк Якоба Ріїса
- У Річмонд-Хілл[en] (Квінс, Нью-Йорк) знаходиться Jacob Riis Triangle
- В Нью-Йорке є школа імені Якоба Рііса (англ. PS 126m The Jacob August Riis School
- В Лонг-Айленді (Квінс, Нью-Йорк) діє центр соціальної допомоги імені Якоба Ріїса